# J'aurai ta peau (roman)
Pour les articles homonymes, voir J'aurai ta peau.
J'aurai ta peau (I, the Jury) est un roman policier américain écrit par Mickey Spillane publié en 1947.

## Résumé
Mike Hammer, détective privé new-yorkais, recherche le meurtrier de son meilleur ami, Jack Williams, afin de le venger.

## Critique
Claude Mesplède dans le Dictionnaire des littératures policières estime que « ce premier roman de Spillane a été un événement dans l'histoire du genre : en tête des ventes pendant des mois, il a servi de modèle à de multiples tâcherons qui virent là un bon filon ». Selon lui « la dernière scène du livre est restée dans les annales grâce à cette phrase prononcée par Hammer : « c'est moi le juge et le jury, et tout le tribunal [...] je te condamne à mort, et je suis aussi le bourreau » ».

## Éditions françaises
- Presses de la Cité, coll. « Puzzle » (1948)
- LGF, coll. « Le Livre de poche » no 3851 (1974)  (ISBN 2-253-00045-0)
- UGE, coll. « Grands détectives » no 1706 (1985)  (ISBN 2-264-00689-7)
- Presses de la Cité, coll. « Omnibus » (1989)  (ISBN 2-258-02817-5) (dans Mon nom est Mike Hammer, contient également Pas de temps à perdre, Dans un fauteuil, Nettoyage par le vide, Fallait pas commencer, Baroud solo et In the baba) (préface de Jean-Claude Zylberstein)
- Librairie des Champs-Élysées, coll. « Pulp série » no 4  (ISBN 2-7024-9604-0)
- Presses de la Cité, coll. « Omnibus » (2013)  (ISBN 978-2-258-10168-5) (dans Mon nom est Mike Hammer, contient également Pas de temps à perdre, Dans un fauteuil, Fallait pas commencer et Baroud solo) (préface de Jean-Claude Zylberstein)
- Omnibus, coll. « Biblomnibus » (2014)  (ISBN 978-2-258-10950-6) (contient également Rich Thurber)

## Adaptations
- 1953 : J'aurai ta peau (I, the Jury), film américain réalisé par Harry Essex avec Biff Elliot dans le rôle de Mike Hammer[2]
- 1982 : J'aurai ta peau (I, the Jury), film américain réalisé par Richard T. Heffron avec Armand Assante dans le rôle de Mike Hammer[3]

## Honneurs
J'aurai ta peau occupe la 45e place au classement des cent meilleurs romans policiers de tous les temps établie par la Mystery Writers of America en 1995.

## Source
- Claude Mesplède, Dictionnaire des littératures policières, vol. 2 : J - Z, Nantes, Joseph K, coll. « Temps noir », 2007, 1086 p. (ISBN 978-2-910-68645-1, OCLC 315873361) (notice J'aurai ta peau).